# Teoria causal da percepção
O objetivo geral da teoria causal da percepção (TCP) de Peter Strawson é apresentado no artigo “Causation in Perception”: trata-se de “caracterizar o lugar da causação em um conceito ingênuo ou não-especializado de percepção”. A conseqüência direta dessa posição é a tese de que “não devemos trabalhar com nenhum conhecimento das condições causais da percepção exceto aqueles que possam estar implícitos no conceito de percepção em geral ou nos conceitos não-especializados dos diferentes modos de percepção”. Elucidar este conceito “ingênuo” ou “não especializado” de percepção implica estabelecer as condições que qualquer falante competente de uma linguagem natural, como o inglês ou o português, levaria em conta, explícita ou implicitamente, nos casos em que empregasse tal conceito. O que há de distintivo na teoria causal da percepção, dados estes objetivos filosóficos gerais, é a tese de que dentre as condições para o emprego do conceito não especializado de percepção figura, de fato com grande importância, a noção de causalidade. Strawson também oferece algumas elucidações sobre sua posição em “Perception and its Objects”, argumentando que a causalidade é um elemento fundamental para garantir o que ele qualifica como “realismo real” da posição ordinária.
A defesa da TCP de Strawson tem três estágios principais. No primeiro ele se utiliza da análise de casos peculiares de experiência perceptiva com fins de provar a tese da necessidade da relação causal para a obtenção de uma percepção objetiva. No segundo ele apresenta o rationale para a inserção da noção de causalidade em nossa noção geral de percepção, indicando a ligação desta última noção com a de conhecimento. No terceiro Strawson reformula a tese causal inicial, para contemplar tanto as condições necessárias quanto suficientes para a percepção.